# Dōshi
Dōshi (道志村 Dōshi-mura?) es una villa en la prefectura de Yamanashi, Japón, localizada en la parte central de la isla de Honshū, en la región de Chūbu. Tenía una población estimada de 1568 habitantes el 1 de marzo de 2021 y una densidad de población de 20 personas por km².

## Geografía
Dōshi está localizada en el extremo sureste de la prefectura de Yamanashi, en las montañas Tanzawa, que la aíslan del resto de la prefectura del norte y el este. El pueblo es principalmente bosque y tiene numerosos lugares de acampada.

## Historia
Durante el período Edo toda la provincia de Kai era territorio bajo control directo del shogunato Tokugawa. Con el establecimiento del sistema de municipios modernos a principios del período Meiji en 1889, se creó la villa de Dōshi en el distrito de Minamitsuru, prefectura de Yamanashi. A partir de 1897, el río Dōshigawa, que atraviesa la aldea, fue designado como fuente primaria de agua para la creciente ciudad de Yokohama. A partir de 1916 una gran parte de la superficie del pueblo fue designada como cuenca hidrográfica protegida.
El 12 de junio de 2003, 653 de los residentes del pueblo firmaron una petición para permitir que el pueblo se fusionara con la ciudad de Yokohama. Sin embargo, la petición fue rechazada por la Asamblea de la prefectura de Yamanashi, citando complicaciones por una fusión entre prefecturas cruzadas y problemas con el pueblo convirtiéndose en un enclave de la metrópoli de Yokohama.

## Demografía
Según los datos del censo japonés, la población de Dōshi ha disminuido gradualmente en los últimos 60 años.
| Gráfica de evolución demográfica de Dōshi entre 1940 y 2015 |
|                                                             |
| Oficina de Estadística de Japón                             |